# Benjamin de Rothschild
Benjamin de Rothschild (* 30. Juli 1963 in Neuilly-sur-Seine, Frankreich; † 15. Januar 2021 in Pregny, Schweiz) war ein französischer Bankier und Investor aus einem der französischen Zweige der Familie Rothschild.

## Leben
Benjamin de Rothschild wurde 1963 als Sohn des Bankiers Edmond Adolphe de Rothschild (1926–1997) und der Schauspielerin und Autorin Nadine, geb. Tallier geboren. In Lancy im Kanton Genf besuchte er das Institut Florimont und studierte anschließend an der Pepperdine University in Malibu Wirtschaftswissenschaften. Nach dem Tod seines Vaters wurde er Vorsitzender der Banque Privée Edmond de Rothschild (später die Edmond de Rothschild Group) und Präsident der Banca Privata Edmond de Rothschild Lugano; er übernahm  auch die Weingüter der Familie und baute diese durch Zukäufe international aus. 1999 heiratete er Ariane Langner, das Ehepaar hatte vier Kinder und lebte auf Schloss Pregny bei Genf in der Schweiz. Im Jahr 2015 wurde Ariane de Rothschild Vorstandsvorsitzende der Edmond de Rothschild Group.
Rothschild war ein begeisterter Segler; er finanzierte eine eigene Segelsportmannschaft, das Gitana Team.
Er verstarb am 15. Januar 2021 im Alter von 57 Jahren an einem Herzinfarkt auf seinem Schloss in Pregny bei Genf.

## Vermögen
Benjamin de Rothschild war Milliardär. Mit einem Vermögen von etwa 1,5 Milliarden US-Dollar belegte er im Jahr 2021 Platz 1851 auf der Forbes-Liste der reichsten Menschen der Welt.

## Kritik
Benjamin de Rothschild betrieb ab 2013 in Kamerun ein Jagdsafari-Unternehmen. Das Unternehmen stand bei Tier- und Menschenrechtsorganisationen in der Kritik, nicht nur wegen seiner Existenz, sondern vor allem, weil es im Zuge der Jagden auch immer wieder zu Übergriffen auf den Stamm der Baka kam.